# یولیانوف رادوتسکی
یولیانوف رادوتسکی (به لهستانی:  Julianów Raducki) یک روستا در لهستان است که در گمینا راوا مازوویتسکا واقع شده‌است. یولیانوف رادوتسکی ۴۰ نفر جمعیت دارد.